# Ballistic: Ecks vs. Sever
Ballistic: Ecks vs. Sever (bra: Dupla Explosiva; prt: Balística) é um filme de ação e suspense de 2002 estrelado por Antonio Banderas e Lucy Liu, e dirigido por Wych Kaosayananda (sob o pseudônimo de "Kaos"). Liu e Banderas são agentes secretos que se unem para lutar contra um adversário comum. É uma coprodução internacional entre o Canadá, a Alemanha e os Estados Unidos.
O filme foi chamado de um dos piores filmes já feitos. Foi um fracasso nas bilheterias, o filme arrecadou US$19.9 milhões com um orçamento de US$70 milhões. Com um total de 118 avaliações, o mais alto de um filme com 0% de pontuação, Ballistic: Ecks vs. Sever é o filme mais avaliado na história do Rotten Tomatoes.
Apesar da recepção negativa, o filme não foi indicado para nenhum Framboesa de Ouro. No entanto, Lucy Liu foi nomeada para Pior Atriz no Stinkers Bad Movie Awards de 2002, onde perdeu para Madonna por Swept Away.
Um jogo eletrônico de tiro em primeira pessoa da Game Boy Advance, Ecks vs. Sever, foi lançado em 2001, antes do filme. Recebeu críticas muito positivas e 9/10 no IGN. O jogo foi considerado um feito tecnológico impressionante no GBA e foi mais considerado do que o próprio filme. Um segundo jogo criado após a estreia, Ballistic: Ecks vs. Sever, que segue a trama do filme, é considerado uma sequência do primeiro jogo.

## Sinopse
Ex-agente do FBI, traumatizado pela morte da mulher, é convocado para combater um criminoso. A ele se une uma exímia lutadora que busca vingança.

## Elenco
- Antonio Banderas - Agente do FBI Jeremiah Ecks
- Lucy Liu - Agente Sever
- Gregg Henry - Diretor da Defense Intelligence Agency ou DIA Robert Gant / Agente Clark
- Ray Park - A.J. Ross
- Talisa Soto - Rayne Gant / Vinn Ecks
- Miguel Sandoval - Julio Martin
- Terry Chen - Agente Harry Lee
- Roger R. Cross - Zane
- Sandrine Holt - Agente Bennett
- Steve Bacic - Agente Fleming
- Tony Alcantar - Edgar Moore
- Aidan Drummond - Michael Gant
- David Palffy - Sleazy Man
- Eric Breker - Agente Curtis
- David Parker - Dark Suit #1
- David Pearson - VPD Officer
- Jordan Rafael - Ross Sniper
- Brian Drummond - VPD Officer
- Joel Kramer - Motorista de ônibus
- John DeSantis - Guarda do ônibus#2
- Charles Andre - Agente Addis
- Josephine Jacob - Pretty Girl
- John McConnach - Agente de escolta
- Norm Sherry - Ross Sniper
- Ashley Kobayashi - Mali
- Lenora Wong - Esposa do Harry
- Mike Dopud - Agente da DIA
- Jim Filippone - Piloto da DIA
- Jonathan Kelly - Professor de tecnologia Da Feiji

## Produção
Em 12 de novembro de 1999, o The Honolulu Advertiser anunciou que Chris Lee e Franchise Pictures produziriam Ballistic: Ecks vs. Sever, e que Kaos dirigiria o filme. Em 26 de julho de 2001, a Entertainment Weekly revelou que Liu e Banderas estavam discutindo sobre estrelar o filme, além de duas descrições da premissa do filme: "dois assassinos concorrentes que se unem contra um inimigo comum" e "Bad Boys [1995] encontra The Professional [1981]".
A filmagem principal estava programada para começar em Bangcoc em 5 de novembro de 2001. No entanto, Lee mudou o local das filmagens para o Havaí, antes de finalmente se estabelecer em Vancouver, devido a menores custos de produção e incentivos fiscais superiores. Durante as filmagens de Ballistic, Lee defendeu de várias maneiras um maior financiamento do governo para a indústria cinematográfica do Havaí; por exemplo, aparecendo no evento Hawaii's Film Industry: Global Impact, Global Challenges, realizado em Signature Dole Cannery Theatres em 26 de fevereiro de 2002.
Um artigo de 4 de julho de 2002 no The Honolulu Advertiser relatou que o filme estava na fase de pré-visualização.

## Trilha sonora
O tema original é composto por Don Davis.
A trilha sonora inclui estas faixas:
1. "Main Title"
2. "The Name of the Game"
3. "Smartbomb" [Plump Dj's Remix]
4. "Heaven Scent" [Original Mix]
5. "The Flow"
6. "I Think of You" [Screamer Remix]
7. "Hell Above Water"
8. "Go"
9. "Bloodlock"
10. "I Need Love"
11. "The Aquarium"
12. "Time"
13. "Anytime"

As seguintes faixas também estão no filme:
- "Name of the Game" - The Crystal Method
- "Hell Above Water" - Curve
- "Stupify" - Disturbed
- "Smartbomb" (Plump DJ's remix) - BT
- "Go" - Andy Hunter°
- "Bloodlock" - Sasha

## Recepção

### Resposta crítica
Na revisão do agregador de críticas Rotten Tomatoes, com 118 comentários, o filme tem uma rara índice de aprovação de 0% - o que significa não há comentários positivos - recebendo uma classificação média de 2,6/10. A partir de 2020, entre os filmes que possuem, ou mantiveram, uma classificação de 0%, Ballistic tem mais críticas. O consenso crítico do site afirma: "Um filme surpreendentemente inepto, Ballistic: Ecks vs. Sever oferece ação exagerada, de parede a parede, sem uma pitada de humor, coerência, estilo ou originalidade". Em março de 2007, o Rotten Tomatoes classificou o filme nº 1 em sua lista de filmes "Os Piores dos Piores", observando-o como "o filme mais comentado da história do site". International Business Times o incluiu em sua lista dos 5 piores filmes de Hollywood já feitos.
Roger Ebert deu ao filme meia estrela em quatro e depois o listou na sua lista de filmes mais odiados. Ele disse sobre o filme: "Ballistic: Ecks vs. Sever é uma bagunça desajeitada, submersa no caos, surgindo ocasionalmente em busca de clichês, sobrecarregada de efeitos especiais e explosões, luz sobre continuidade, sanidade e coerência. Não há nada de errado com o título Ballistic: Ecks vs. Sever que renomeá-lo como Ballistic não teria resolvido. Estranho que eles escolheriam um título tão desagradável quando, de fato, o filme não é sobre Ecks versus Sever, mas sobre Ecks e Sever trabalhando juntos contra um inimigo comum - embora Ecks, Sever e o público demorem muito tempo para descobrir isso". Stephen Hunter, do Washington Post escreveu: "Você poderia rodar o filme para trás, incluindo a trilha sonora, e isso não faria menos sentido".

### Bilheteria
Em seu fim de semana de estreia, o filme arrecadou US$7 milhões em 2.705 cinemas por uma média de US$2.591 por sala, ocupando a quarta posição nas bilheterias dos EUA. O filme acabou ganhando US$14.3 milhões nos EUA e US$5.6 milhões internacionalmente, totalizando US$19.9 milhões com um orçamento de produção de US$70 milhões.